# Colonia Benito Juárez, Tuxpan
Colonia Benito Juárez är en ort i Mexiko.   Den ligger i kommunen Tuxpan och delstaten Michoacán de Ocampo, i den södra delen av landet, 140 km väster om huvudstaden Mexico City. Colonia Benito Juárez ligger 1 801 meter över havet och antalet invånare är 165.
Terrängen runt Colonia Benito Juárez är kuperad. Runt Colonia Benito Juárez är det ganska tätbefolkat, med 116 invånare per kvadratkilometer. Närmaste större samhälle är Heróica Zitácuaro, 16,8 km sydost om Colonia Benito Juárez. Omgivningarna runt Colonia Benito Juárez är en mosaik av jordbruksmark och naturlig växtlighet.